# Lupu, Alba
Lupu (în maghiară Farkastelke) este un sat în comuna Cergău din județul Alba, Transilvania, România.

## Istoric

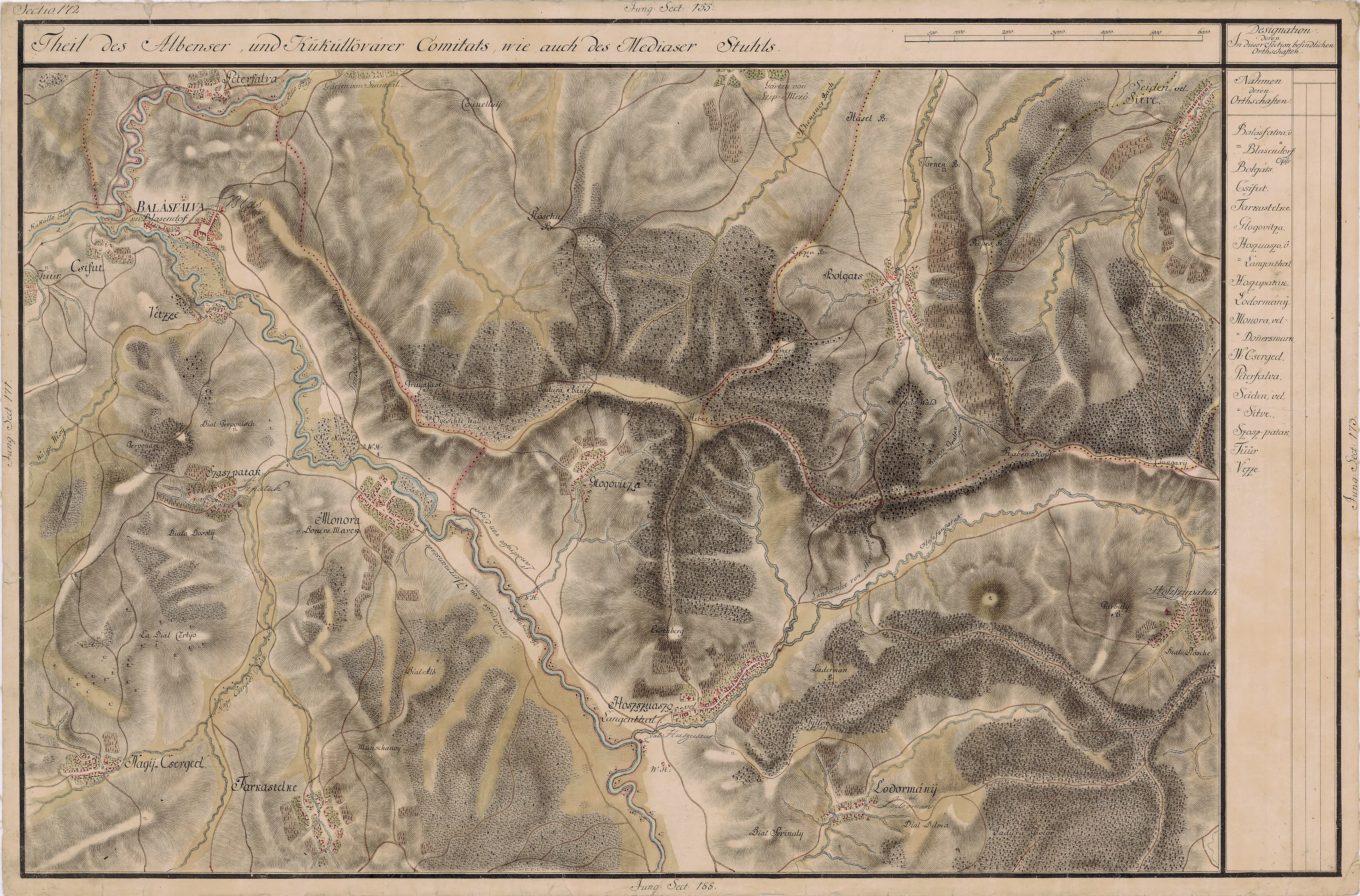
Lupu în Harta Iosefină a Transilvaniei, 1769-1773

În satul Lupu s-a descoperit un important tezaur dacic de argint, îngropat în pământ, probabil în cursul războaielor daco-romane sau chiar mai timpuriu.

## Imagini

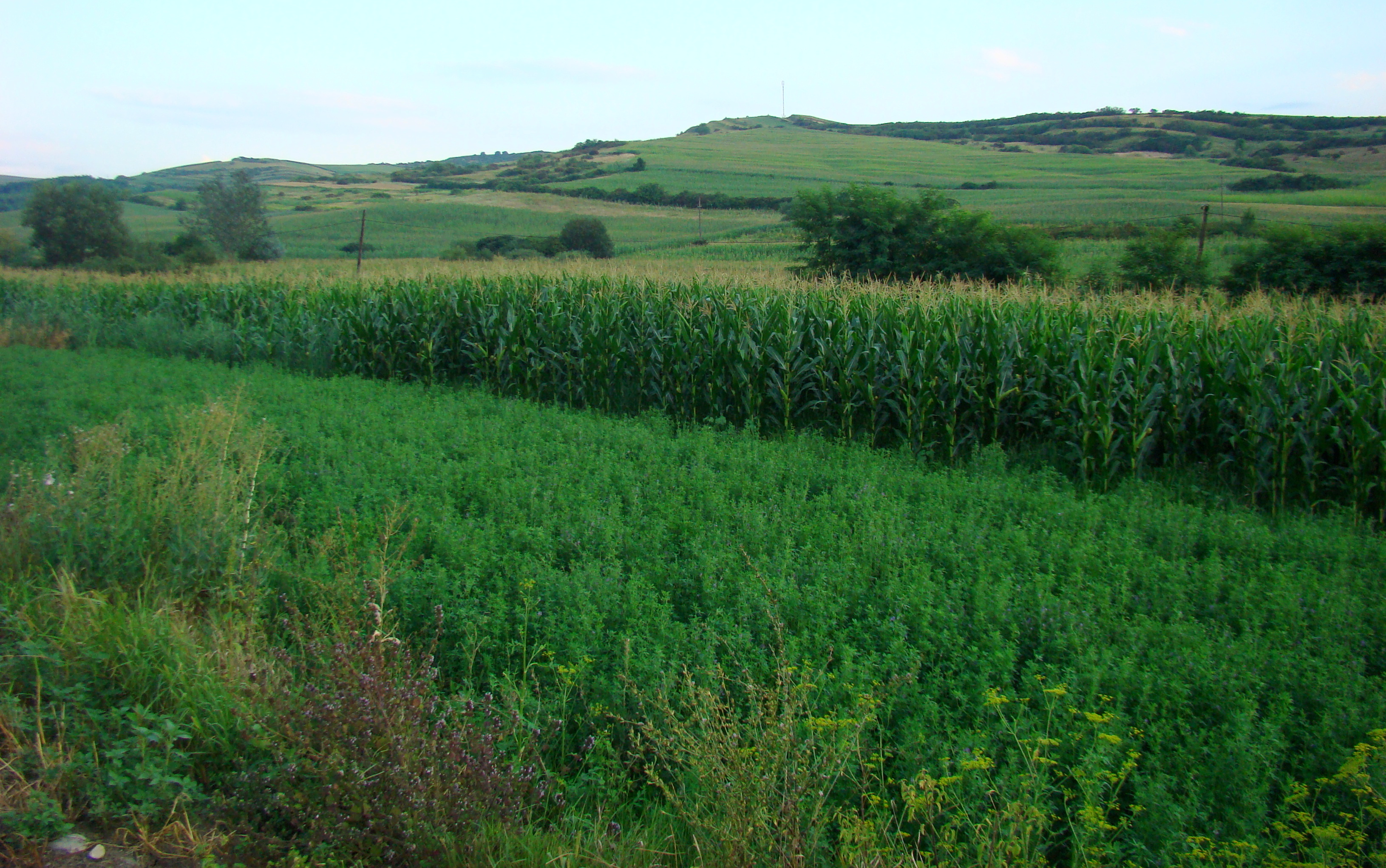
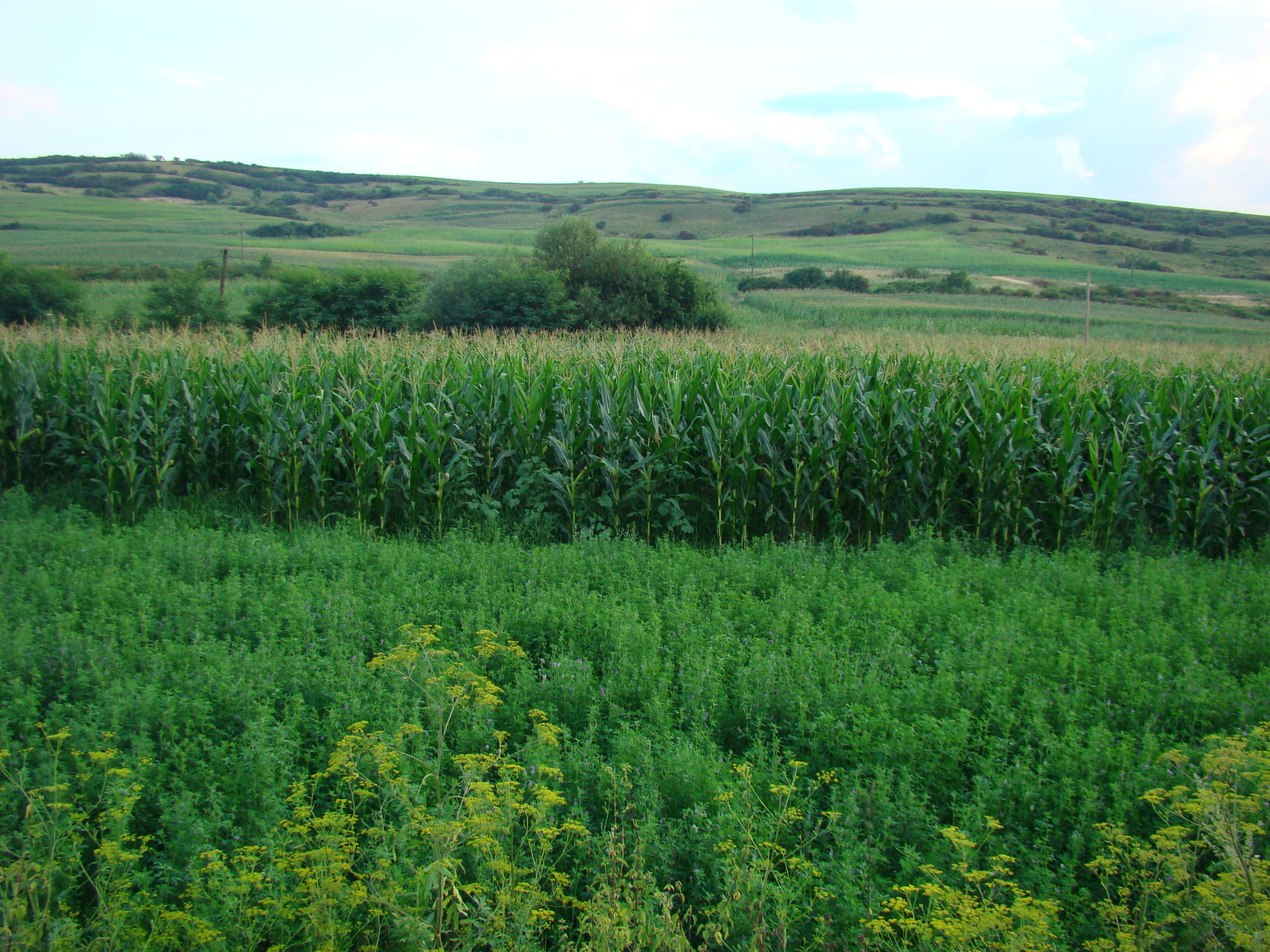
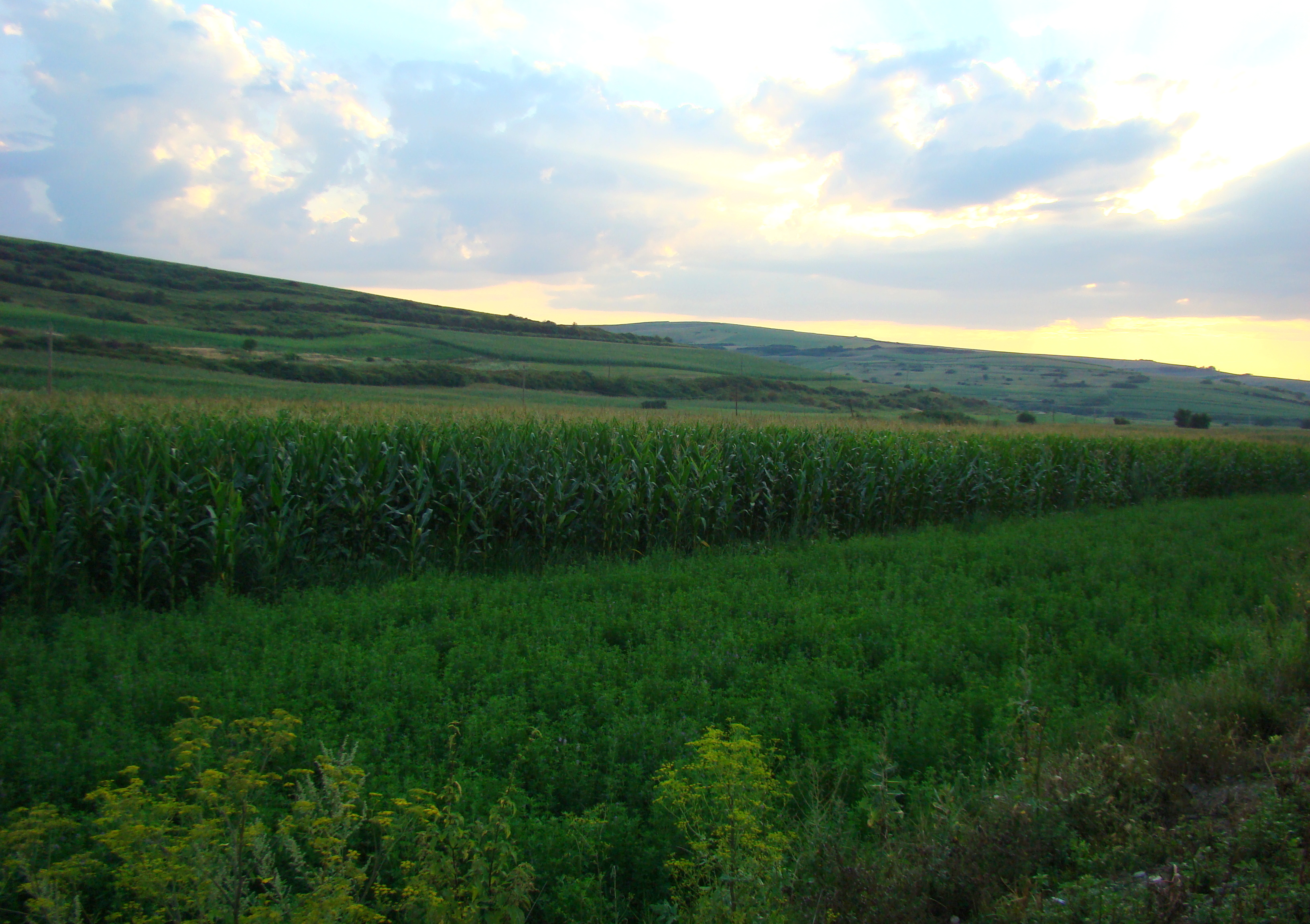
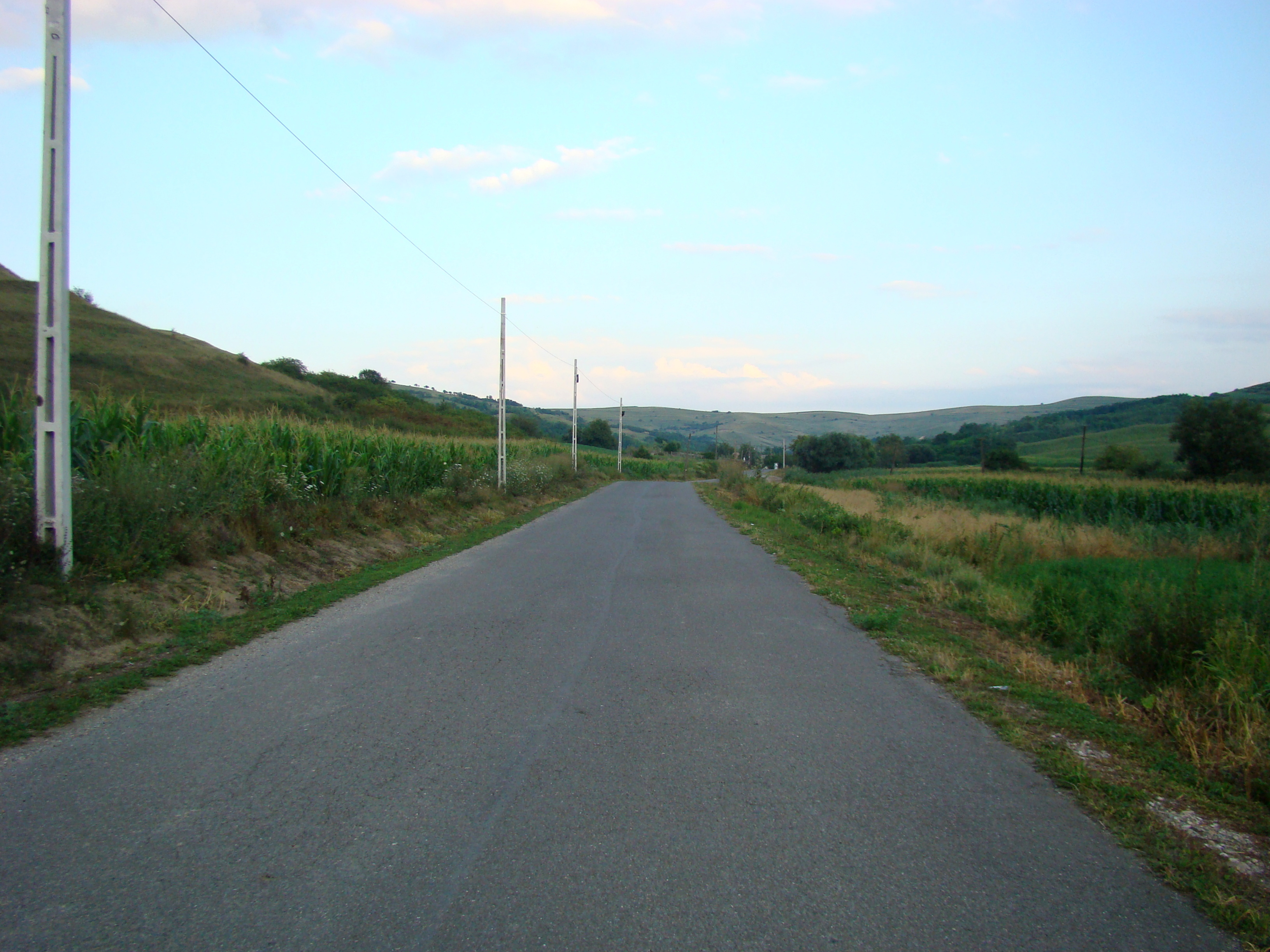
Drumul spre satul Lupu
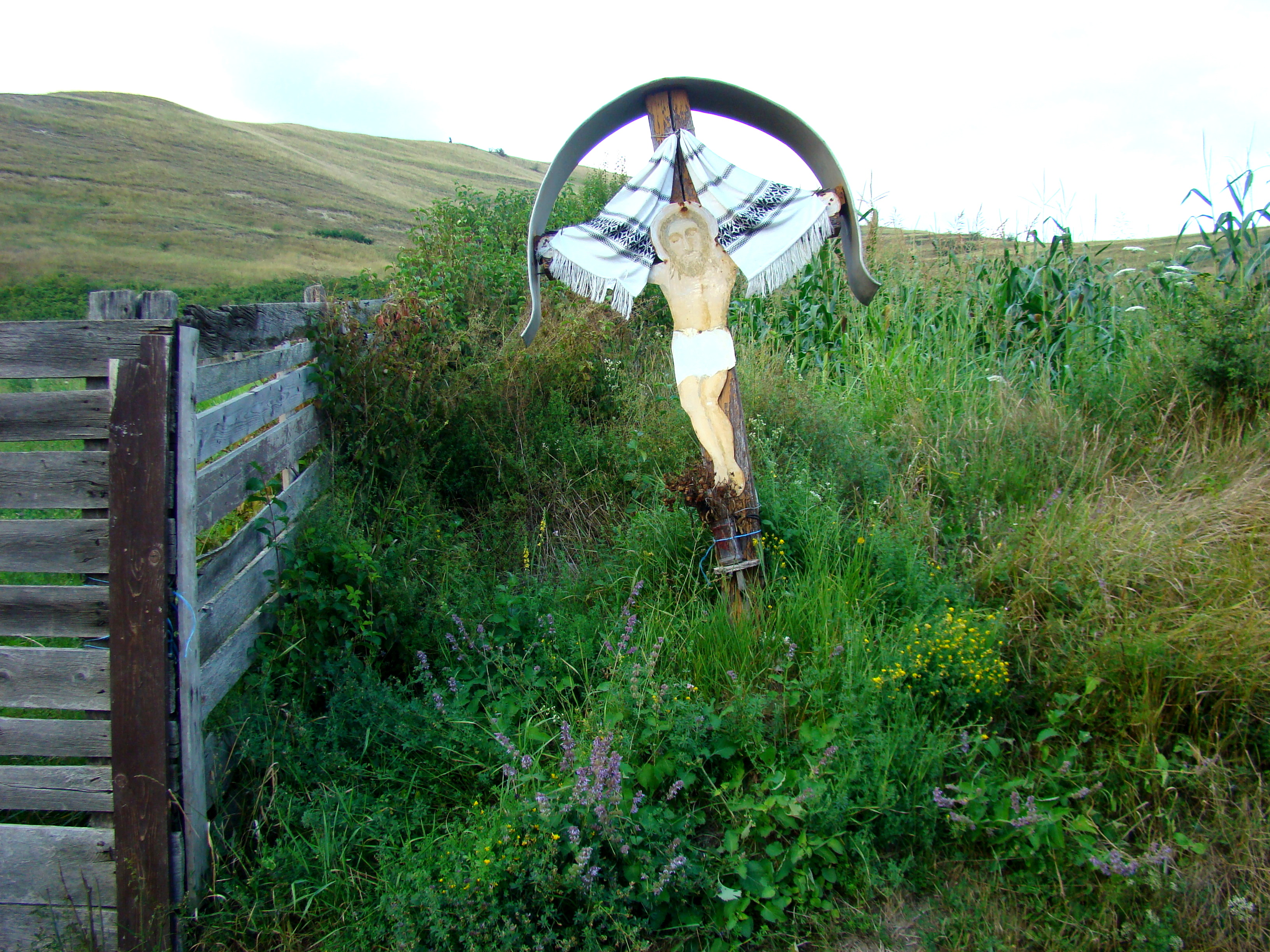
Troița
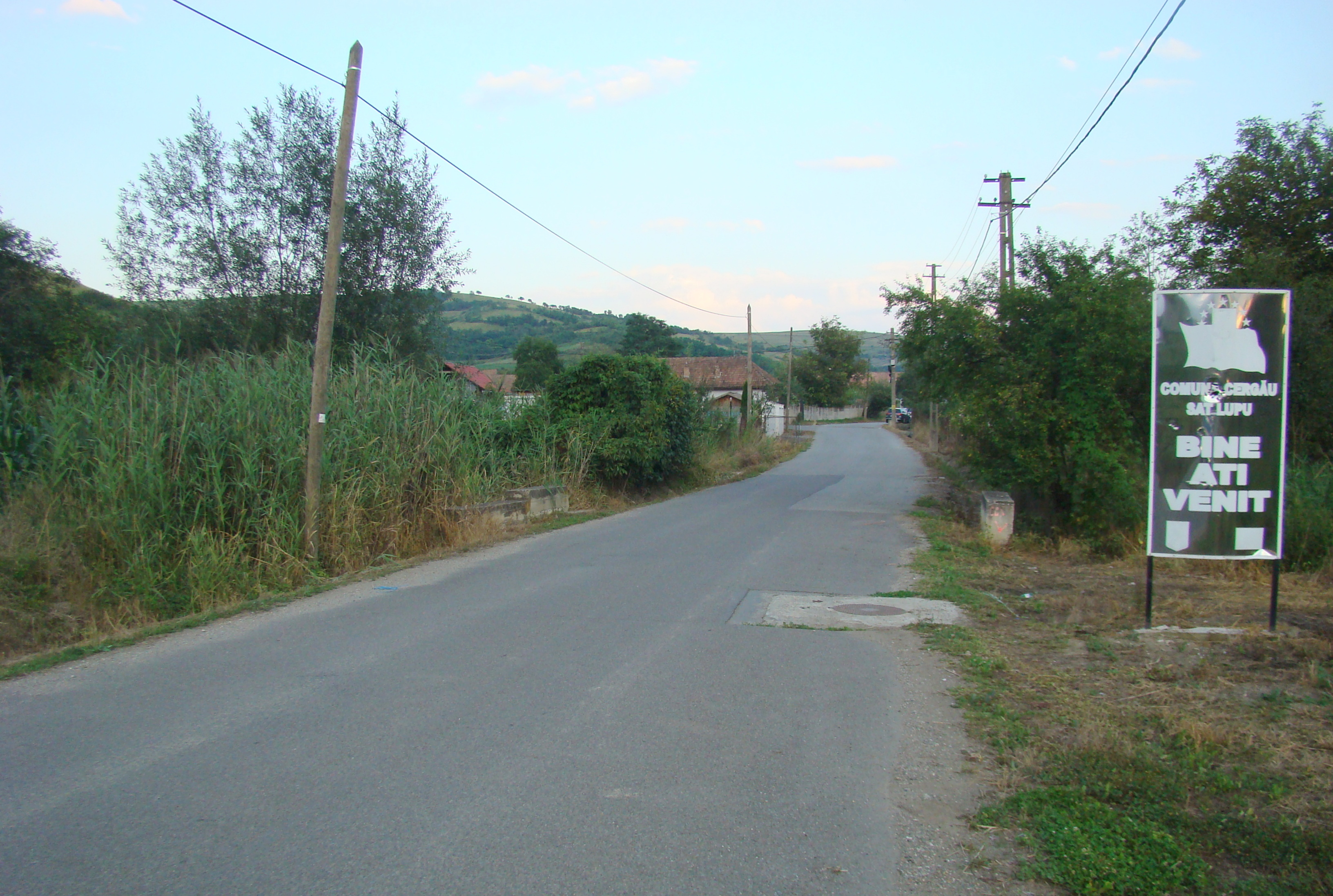
Intrarea în localitate
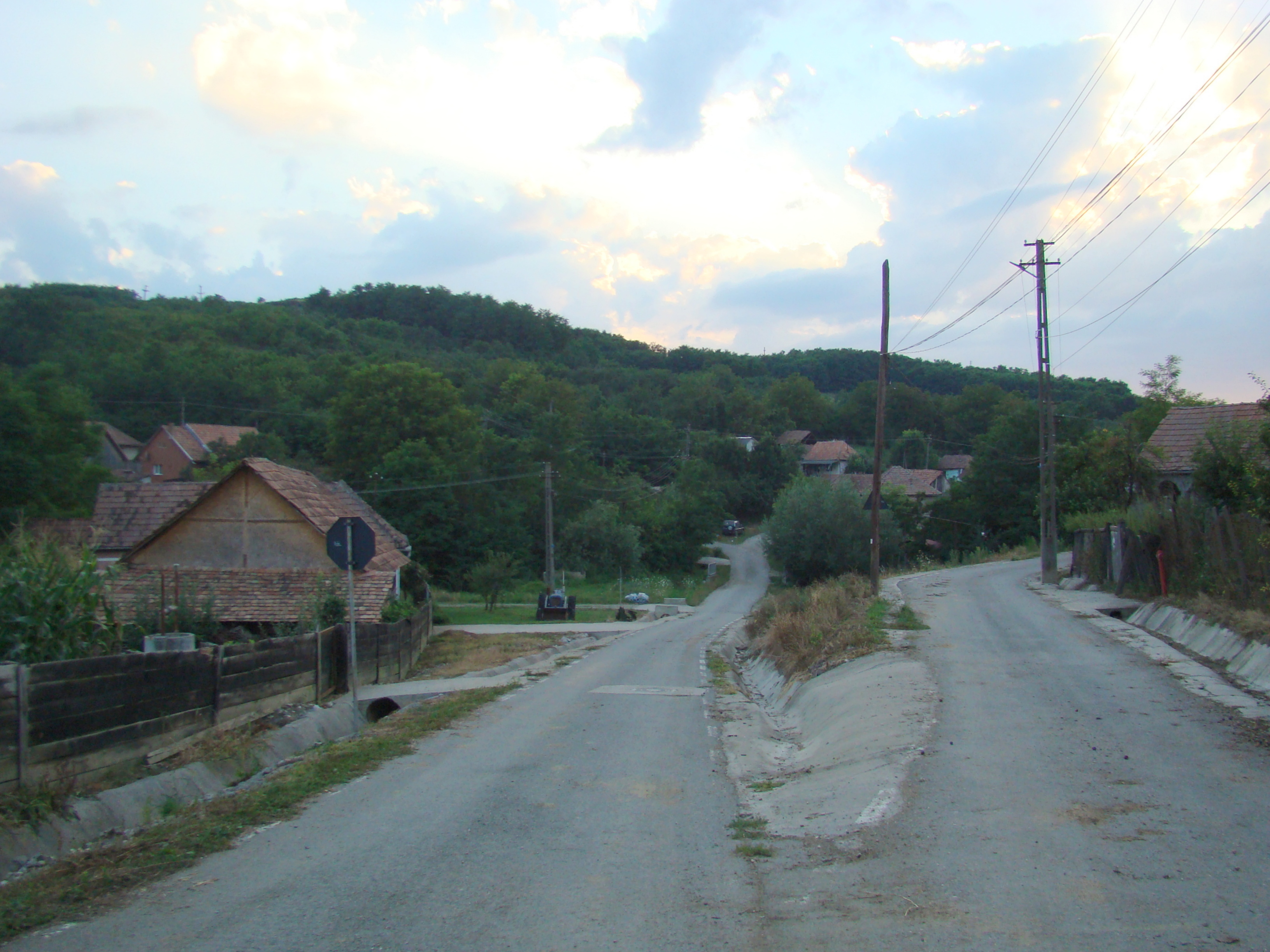
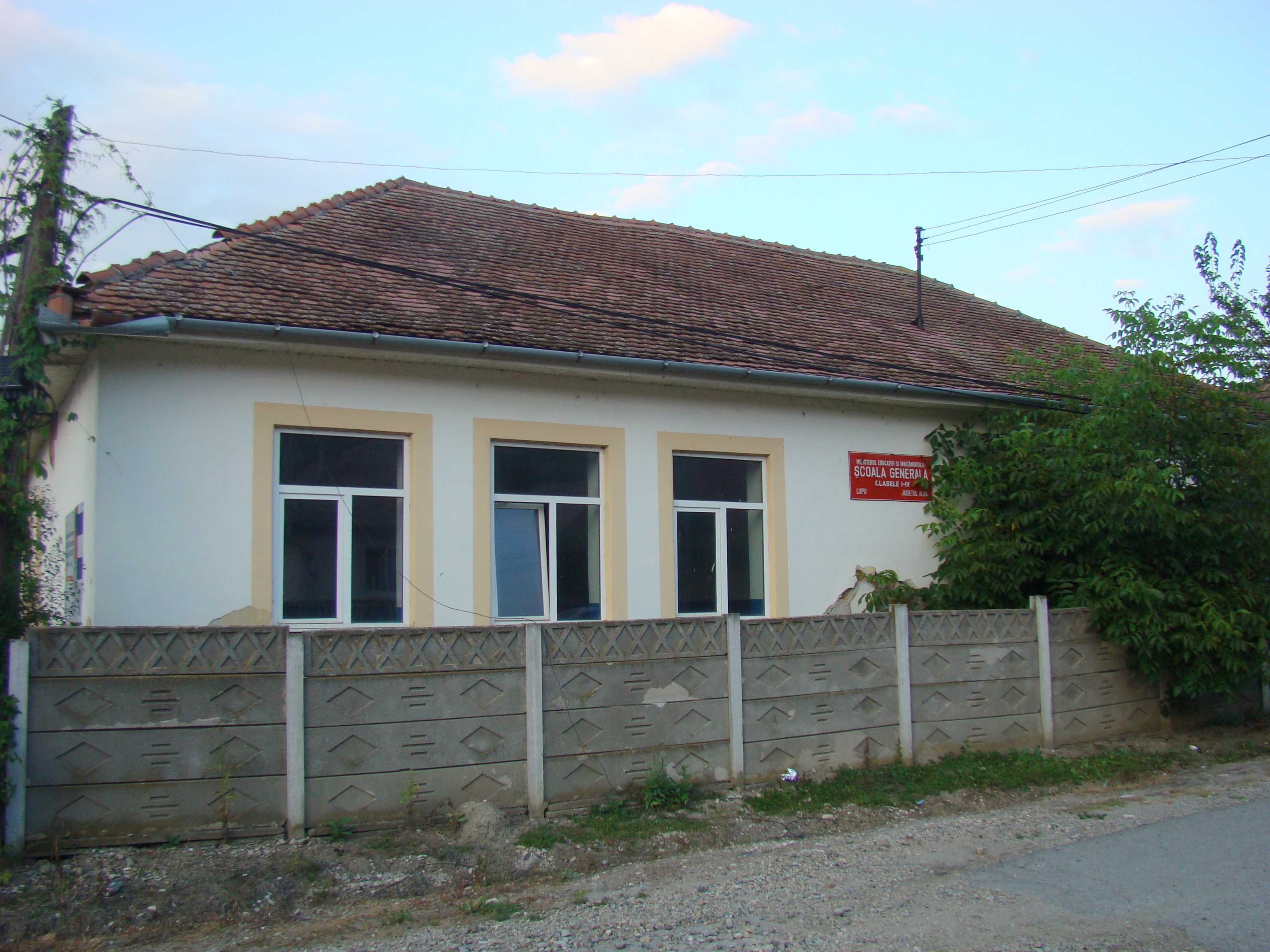
Școala
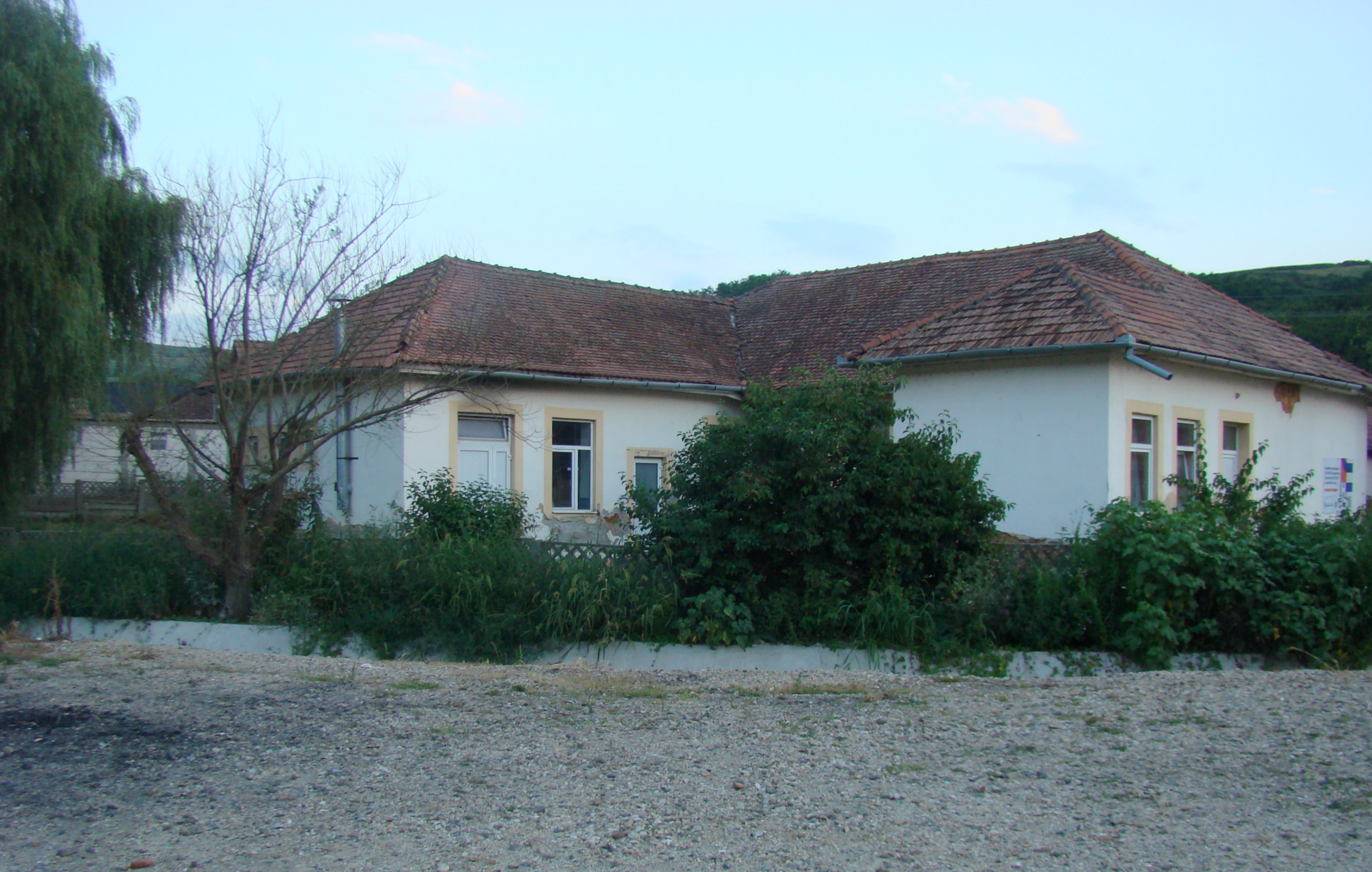
Școala
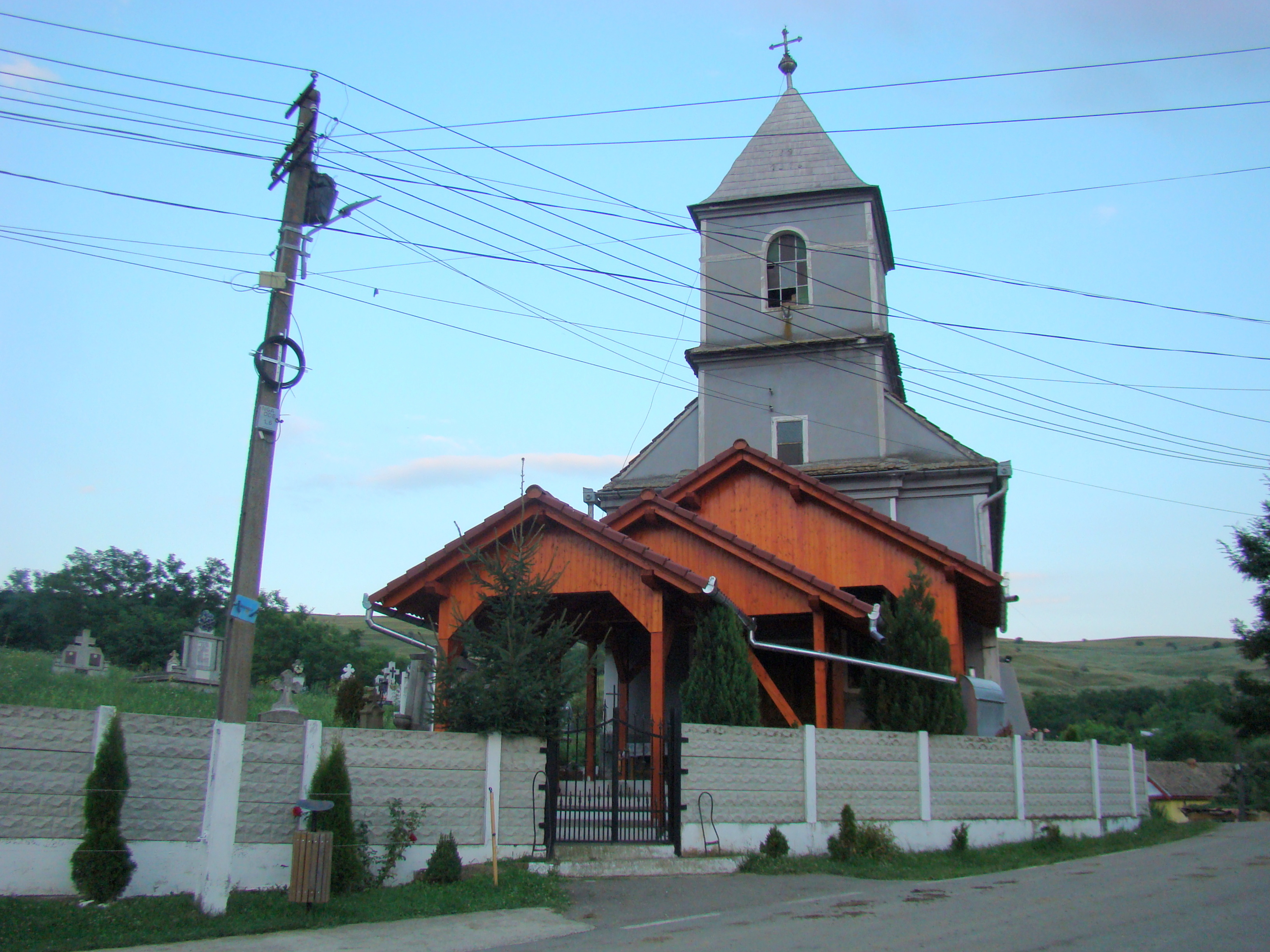
Biserica ortodoxă
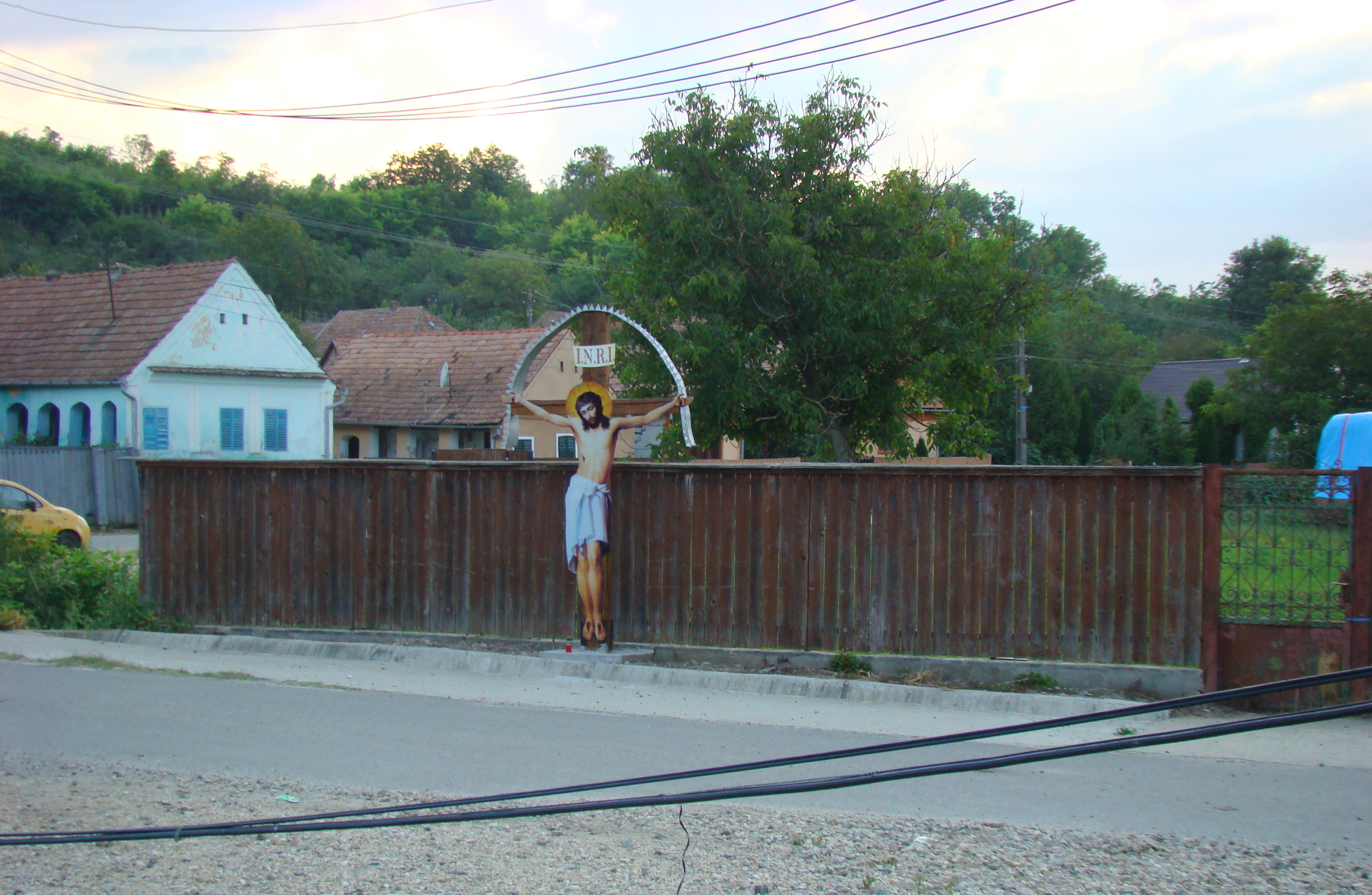
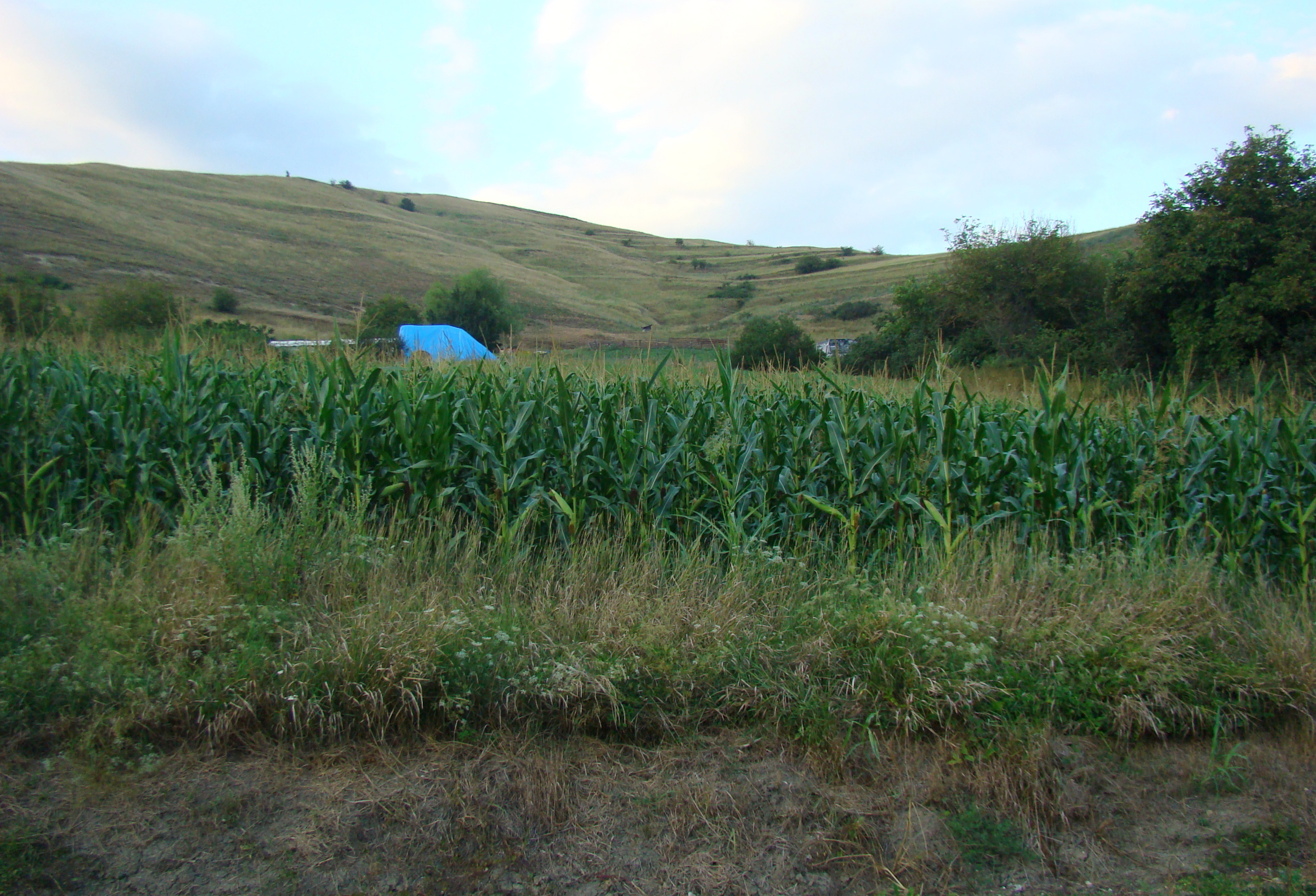
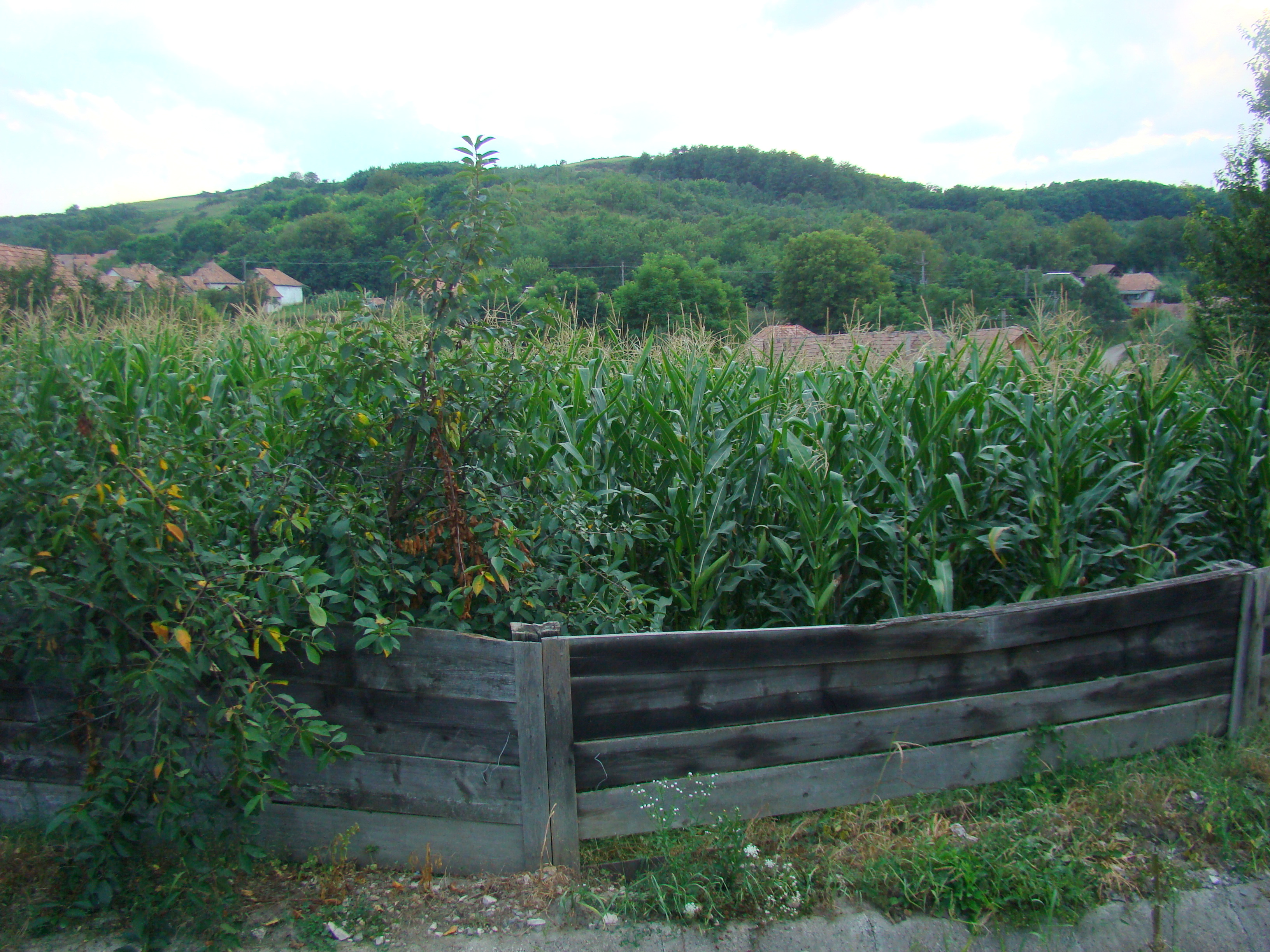
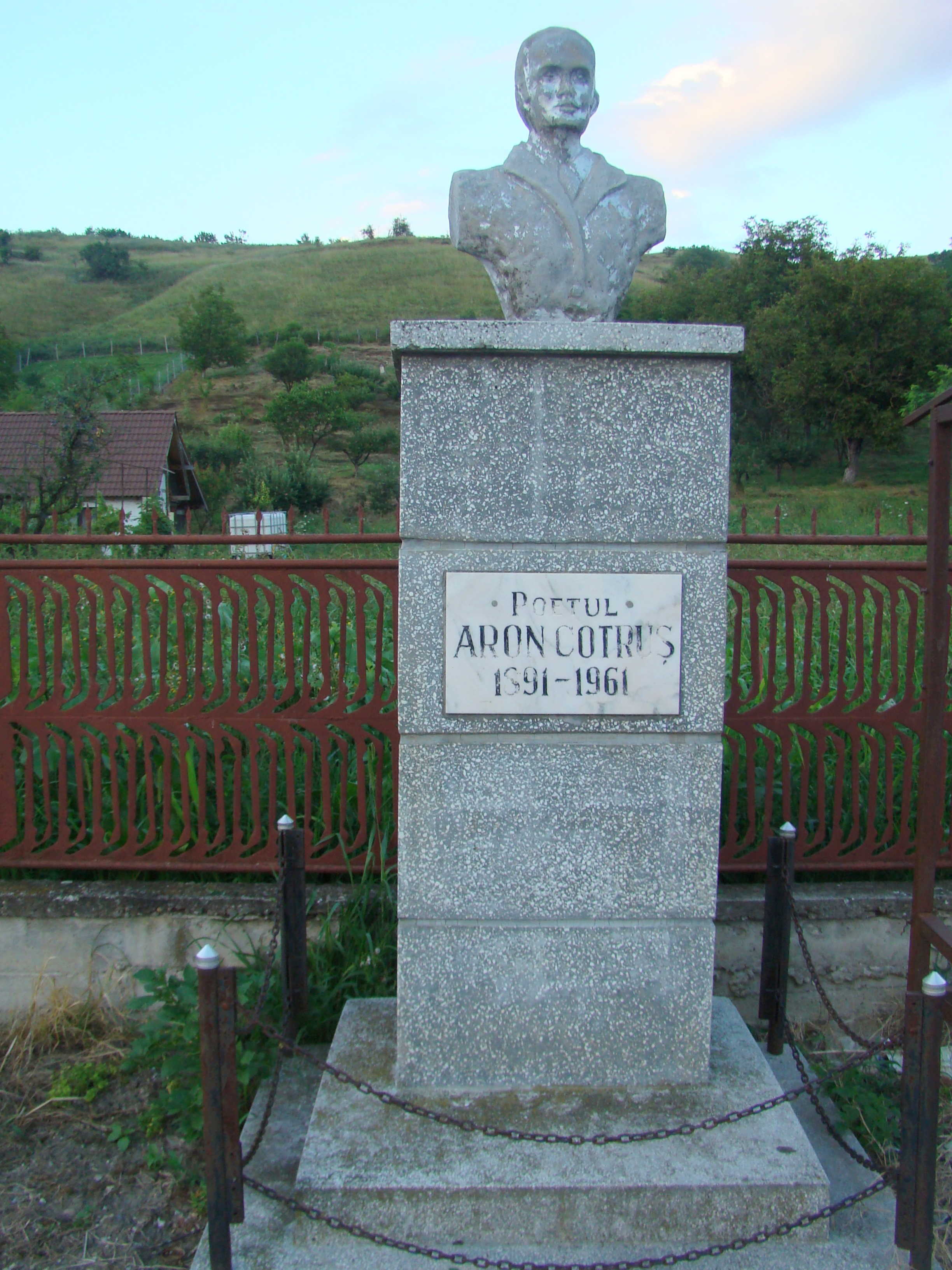
Bustul poetului Aron Cotruș
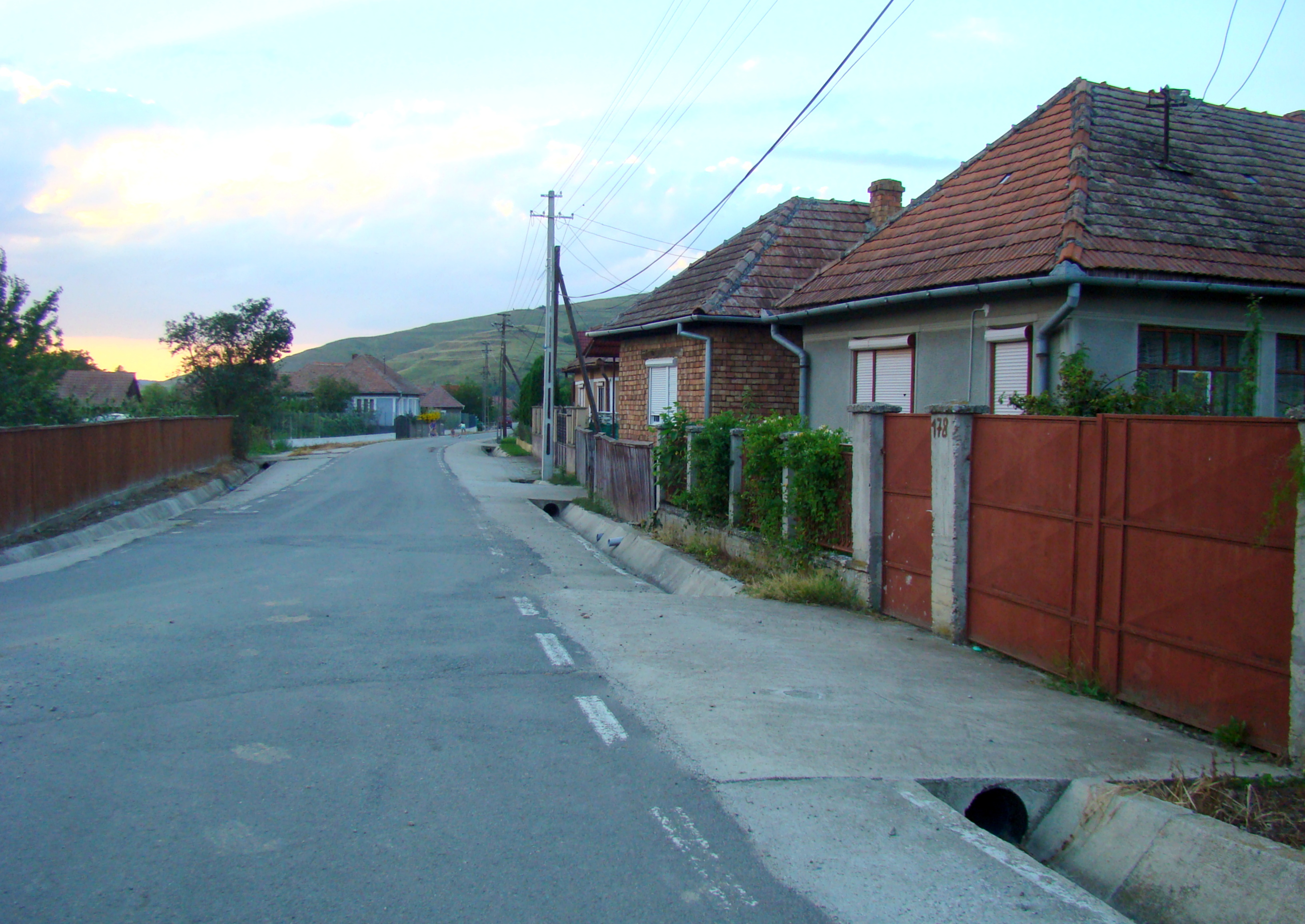